# Equipo Épsilon

El Épsilon Délfico es el presunto símbolo del equipo Épsilon.

El equipo Épsilon (en griego: Ομάδα Έψιλον, romanizado: Omada Epsilon) es una supuesta sociedad secreta que aparece en el folclore griego moderno, las teorías de la conspiración y la ufología. El equipo se definió por primera vez en un libro de 1977 y supuestamente está formado por personalidades griegas prominentes que poseerían conocimientos secretos de origen extraterrestre . A partir de la década de 1980, la literatura sobre la sociedad se difundió con teorías de conspiración antisemitas, colocando al Equipo Épsilon en una "batalla cósmica" contra los judíos. El conjunto de creencias relacionadas con el Equipo Epsilon ha sido etiquetado como epsilonismo, y aquellos que se suscriben a él han sido etiquetados como epsilonistas.

## Historia
Epsilon es la quinta letra del alfabeto griego y tiene un trasfondo como símbolo de la libertad de Grecia. Se usó especialmente con este significado durante la Guerra de Independencia griega. Un precursor de los epsilonistas fue Spyridon Nagos, un francmasón y socialista que a principios del siglo XX imaginó una sociedad secreta de griegos de alto rango trabajando en secreto en beneficio de su país.
El creador de lo que se convirtió en la mitología moderna del Equipo Épsilon fue el autor George Lefkofrydis. Inspirándose en el texto de Plutarco Sobre la E en Delfos, comenzó a desarrollar sus teorías en la década de 1960. En 1977, publicó el libro Spaceship Epsilon: Aristotle's Organon: The Researcher, donde afirmaba haber descubierto mensajes ocultos en el Organon de Aristóteles. Según Lefkofrydis, el texto revela que Aristóteles era un extraterrestre de la estrella Mu en la constelación de Lagos (Lepus/Conejo). Lefkofrydis describió la existencia de una sociedad secreta de griegos influyentes, que tenían conocimientos extraterrestres provenientes de Aristóteles y que trabajaban para proteger los intereses del pueblo griego. El libro de Lefkofrydis fue retirado rápidamente de las librerías, pero otros autores posteriores desarrollarían aún más sus teorías.
Los escritores más destacados sobre epsilonismo en las décadas de 1980 y 1990 fueron Ioannis Fourakis, Anestis S. Keramydas, Dimosthenis Liakopoulos y Georgios Gkiolvas. Generalmente se considera que Fourakis acuñó el nombre de Equipo Épsilon, y también se destacó en la unión del epsilonismo con las teorías de conspiración antisemitas. En las obras de Fourakis, los griegos se presentan como de origen extraterrestre, asociados con los dioses olímpicos y formando parte de una antigua guerra cósmica contra los judíos. Fourakis predice un renacimiento de la cultura y la religión helénicas, que sucederá a través del cristianismo ortodoxo griego. En 1996, el ex oficial de la marina mercante Keramydas publicó el libro Omada E, que se convirtió en un éxito de ventas. Afirmó ser miembro de la sociedad secreta y enfatizó el enfoque racial, antisemita y pro-ortodoxo, y agregó que los judíos también eran de origen extraterrestre. En la década de 2000, el fenómeno se convirtió en tema de varios weblogs, sitios web y foros de discusión en línea.
El fenómeno, aunque marginal, es bien conocido en la Grecia actual y ha tenido un impacto en las teorías de la conspiración y la cultura popular. Es especialmente popular dentro de algunos círculos antisemitas de derecha y como un fenómeno marginal entre los cristianos ortodoxos conservadores. También está presente dentro de los círculos que buscan fusionar el cristianismo con el helenismo espiritual, en particular la revista Daulos. Entre los neopaganos griegos, el fenómeno generalmente se ridiculiza.

## Miembros y organizaciones
Los principales personajes que han sido acusados de pertenecer al Equipo Épsilon son Aristóteles Onassis, Alexander Onassis, Spyridon Marinatos, el editor Ioannis Passas, el matemático Kostas Karatheodoris, el general C. Nikolaidis, el físico Kosta Tsipis, el alcalde de Atenas Antonis Tritsis, el greco-estadounidense George Tsantes asesinado por el Grupo 17 de Noviembre, Alexandros Bodosakis, Dimitris Liantinis y el astrónomo Konstantínos Chasapis. 
Varios grupos e individuos han afirmado representar al Equipo Épsilon, el hecho más sonado ocurrió en octubre de 2015, cuando cinco hombres fueron detenidos por atentar con bombas contra el Banco de Grecia en Kalamata y la estatua de Constantino XI Palaiologos en Mystras. Los hombres pertenecían a un grupo terrorista llamado Equipo Épsilon, que también poseía una gran cantidad de explosivos y armas de fuego, y tenía planes para cometer nuevos ataques. Los arrestados se proclamaron paganos y afirmaron que su grupo tenía como objetivo "acabar con la conspiración infligida a Grecia por los bancos y el cristianismo ortodoxo". Habían pintado con aerosol el signo reconocido del Equipo Épsilon, la doble "E" Délfica, en los lugares de sus atentados.
El Club "E" Épsilon, dirigido por el ex maratoniano profesional Aristotelis Kakogeorgiou, no quiere ser asociado con las teorías conspirativas del Equipo Épsilon. Según Kakogeorgiou, su organización fue fundada en 1962 y la E significa "Ellínon" ("griegos"). Está abierto a personas de todas las razas y religiones, y no se suscribe al antisemitismo ni a las creencias escatológicas del épsilonismo.